# Вязовка (Кстовский район)
Вя́зовка — село в Кстовском районе Нижегородской области, входит в состав Ближнеборисовского сельсовета.

## История
До XVII века — деревня. В 1685 году упоминается уже в качестве села в Закудемском стане Нижегородского уезда.

## Население
| 2002 | 2010  |
| ---- | ----- |
| 1270 | ↗1495 |

## Достопримечательности
В селе функционировал православный храм 1865 года постройки, который был освящён в честь Казанской иконы Божьей Матери. Богослужение в нём прекратилось в начале 1930-х годов. Впоследствии было принято решение по его закрытию и последующей ликвидации этого религиозного сооружения. Посетить храм приезжают верующие из соседних деревень; на данный момент ведётся активная реставрация церкви.